# Governo Juppé I

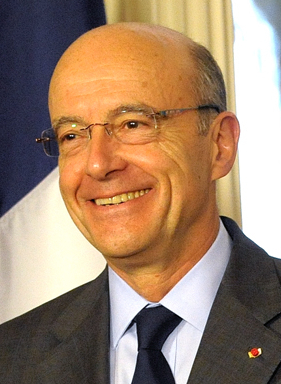
Alain Juppé, Primo ministro del governo Juppé I.

Il governo Juppé I è stato il venticinquesimo governo della Quinta Repubblica francese ed il primo del primo mandato del presidente Jacques Chirac. È durato dal 17 maggio 1995, data alla quale ha sostituito il governo Balladur, al 7 novembre 1995, data alla quale fu sostituito dal governo Juppé II.

## Coalizione
Il governo è sostenuto da una coalizione formata dal RPR e dall'UDF, che possidedono 492 deputati sui 577 dell'Assemblea Nazionale, ovvero una proporzione di 85,1%.

## Membri

### Primo ministro
Il Primo ministro del governo Juppé I è Alain Juppé (RPR).

### Ministri
I ministri del governo Juppé I, coi loro partiti, sono i seguenti:
- Ministro della Giustizia: Jacques Toubon (RPR);
- Ministro dell'Economia e delle Finanze: Alain Madelin (UDF);
- Ministro dell'Educazione nazionale, dell'Insegnamento superiore, della Ricerca e dell'Integrazione professionale: François Bayrou (UDF);
- Ministro della Pinificazione dell'assetto del territorio, dell'Equipaggiamento e dei Trasporti: Bernard Pons (RPR);
- Ministro degli Affari esteri: Hervé de Charette (UDF);
- Ministro della Difesa: Charles Millon (UDF);
- Ministro dell'Interno: Jean-Louis Debré (RPR);
- Ministro delle Relazioni col Parlamento: Roger Romani (RPR);
- Ministro del Lavoro, del Dialogo sociale e della Partecipazione: Jacques Barrot (UDF);
- Ministro della Cultura: Philippe Douste-Blazy (UDF);
- Ministro dello Sviluppo economico e del Piano: Jean Arthuis (UDF);
- Ministro della Riforma dello Stato, della Decentralizzazione e della Cittadinanza: Claude Goasguen (UDF);
- Ministro della Funzione pubblica: Jean Puech (UDF);
- Ministro (donna) della Salute e dell'Assurance maladie: Elisabeth Hubert (RPR);
- Ministro incaricato dell'Integrazione e della Lotta contre l'esclusione: Eric Raoult (RPR);
- Ministro (donna) della Solidarietà tra le generazioni: Colette Codaccioni (RPR);
- Ministro dell'Agricoltura e dell'Alimentazione: Philippe Vasseur (UDF);
- Ministro dell'Industria: Yves Galland (UDF);
- Ministro dell'Alloggio: Pierre-André Périssol (RPR);
- Ministro delle Piccole e medie imprese, del Commercio e dell'Artigianato: Jean-Pierre Raffarin (UDF);
- Ministro delle Tecnologie dell'informazione e della Posta: François Fillon (RPR);
- Ministro dell'Oltremare: Jean-Jacques de Perettti (RPR);
- Ministro (donna) del Medio ambiente: Corinne Lepage (Cap21);
- Ministro della Gioventù e degli Sport: Guy Drut (RPR);
- Ministro (donna) del Turismo: Françoise de Panafieu (RPR);
- Ministro degli Ex-combattenti e Vittime du guerra : Pierre Pasquini (RPR);

### Ministri delegati
I ministri delegati del governo Juppé I, coi loro partiti, sono i seguenti:
- Ministro delegato alla Cooperazione (dipendente dal ministro degli Affari esteri): Jacques Godfrain (RPR);
- Ministro delegato agli Affari europei (dipendente dal ministro degli Affari esteri): Michel Barnier (RPR);

### Segretari di Stato
I segretari di Stato del governo Juppé II, coi loro partiti, sono i seguenti:
- Segretario di Stato all'Azione umanitaria di urgenza (dipendente dal Primo ministro): Xavier Emmanuelli (DVG);
- Segretario (donna) di Stato per l'Occupazione (dipendente dal Primo ministro): Anne-Marie Couderec (UDF);
- Segretario di Stato, portavoce del governo (dipendente dal Primo ministro): François Baroin (RPR);
- Segretario di Stato al Bilancio (dipendente dal ministro dell'Economia e delle Finanze, poi dal Ministro dell'Economia, delle Finanze e del Piano): François d'Aubert (UDF);
- Segretario di Stato alle Finanze (dipendente dal ministro dell'Economia e delle Finanze, poi dal Ministro dell'Economia, delle Finanze e del Piano): Hervé Gaymard (RPR);
- Segretario di Stato all'Insegnamento superiore (dipendente dal ministro dell'Educazione nazionale, dell'Insegnamento superiore, della Ricerca e dell'Integrazione professionale): Jean de Boishue (RPR);
- Segretario (donna) di Stato alla Ricerca (dipendente dal ministro dell'Educazione nazionale, dell'Insegnamento superiore della Ricerca e dell'Integrazione professionale): Elisabeth Dufourcq (UDF);
- Segretario (donna) di Stato all'Insegnamento scolastico (dipendente dal ministro dell'Educazione nazionale, dell'Insegnamento superiore della Ricerca e dell'Integrazione professionale): Françoise Hostalier (UDF);
- Segretario di Stato allo Sviluppo rurale (dipendente dal ministro della Pinificazione dell'assetto del territorio, dell'Equipaggiamento e dei Trasporti): Raymond-Max Aubert (RPR);
- Segretario di Stato ai Trasporti (dipendente dal ministro dell'Equipaggiamento, dell'Alloggio, dei Trasporti e del Turismo): Anne-Marie Idrac (UDF);
- Segretario di Stato incaricato della Francofonia (dipendente dal ministro degli Affari esteri): Margie Sudre (DVD);
- Segretario (donna) di Stato ai Quartieri in difficoltà (dipendente dal ministro incaricato dell'Integrazione e della Lotta contre l'esclusione): Françoise de Veyrinas (UDF);
- Segretario (donna) di Stato alla Decentralizzazione (dipendente dal ministro della Riforma dello Stato, della Decentralizzazione e della Cittadinanza): Nicole Ameline (UDF);
- Segretario (donna) di Stato al Commercio esterno (dipendente dal ministro dell'Industria): Christine Chauvet (UDF).

## Mutazioni
Il 20 giugno 1995, Philippe Vasseur, ministro dell'Agricoltura e dell'Alimentazione diventa, ministro dell'Agricoltura, della Pesca e dell'Alimentazione.
Il 26 agosto 1995, Alain Madelin lascia il governo dopo paole polemiche. Jean Arthuis recupera allora il suo ministerio, diventando ministro dell'Economia, delle Finanze e del Piano.